# Leichtathletik-Länderkampf der Männer 1953 Schweiz – BR Deutschland
| 8. Leichtathletik-Länderkampf mit bundesdeutscher Beteiligung 1953 | 8. Leichtathletik-Länderkampf mit bundesdeutscher Beteiligung 1953 |               |
| ------------------------------------------------------------------ | ------------------------------------------------------------------ | ------------- |
|                                                                    |                                                                    |               |
| Ländervergleich der Männer: Schweiz – BR Deutschland               |                                                                    |               |
| Austragungsort                                                     | Zürich                                                             |               |
| Wettbewerbe                                                        | 21                                                                 |               |
| Datum                                                              | 15./16. August 1953                                                |               |
| 1. FRG 2. SUI                                                      | 128 Punkte 103 Punkte                                              |               |
| Chronik                                                            |                                                                    |               |
| ← NLD-FRG (F)                                                      | SUI-FRG (F) →                                                      | SUI-FRG (F) → |

Im achten Vergleich des Länderkampfjahres 1953 führten die Männer die vom Beginn der Geschichte mit deutschen Leichtathletik-Länderkämpfen im Jahr 1921 bis einschließlich 1938 geübte Tradition von alljährlichen Begegnungen mit der Schweiz weiter fort. Schon 1951, dem ersten bundesdeutschen Länderkampfjahr nach dem Zweiten Weltkrieg, hatten die beiden Verbände diese Tradition wieder aufleben lassen. Am 15./16. August wurde die Veranstaltung als zwanzigster Länderkampf der beiden Nationen in der Schweizer Stadt Zürich ausgetragen.
Wie auch im Vorjahr trugen die Frauen parallel am selben Ort einen Länderkampf mit den Schweizer Leichtathletinnen durch.

## Wettbewerbe und Modus
Die Begegnung wurde wie üblich mit jeweils zwei Athleten je Team und Disziplin durchgeführt. Mit 21 Wettbewerben wurde ein umfassendes Programm ausgetragen. Von den olympischen Disziplinen fehlten nur der Marathonlauf sowie der Zehnkampf. Anstelle der beiden olympischen Gehstrecken fand ein 10.000-Meter-Bahngehen statt. In den Einzelwettbewerben wurde die Standardwertung angewendet, in den Staffeln wurden jeweils fünf zu drei Punkte vergeben.

## Ergebnis
Von den Laufdisziplinen gingen die Rennen über 5000 Meter, 110 und 400 Meter Hürden an die Schweiz. Außerdem sicherten die Schweizer Athleten sich das Bahngehen, den Hoch-, Stabhoch- und Weitsprung, womit sie insgesamt sieben Wettbewerbe gewannen. Die restlichen vierzehn Disziplinen entschieden die bundesdeutschen Sportler für sich. Damit lagen die Leichtathleten der Bundesrepublik Deutschland wie in den früheren neunzehn Begegnungen mit der Schweiz vorn, diesmal mit 128 zu 103 Punkten.

## Resultate

### 100 m
| Platz | Athlet           | Land | Zeit (s) |
| ----- | ---------------- | ---- | -------- |
| 1     | Heinz Fütterer   | FRG  | 10,5     |
| 2     | Hans Wehrli-Frei | SUI  | 10,8     |
| 3     | Peter Kraus      | FRG  | 10,8     |
| 4     | Willy Schneider  | SUI  | 11,0     |

Datum: 15. August

### 200 m
| Platz | Athlet             | Land | Zeit (s) |
| ----- | ------------------ | ---- | -------- |
| 1     | Heinz Fütterer     | FRG  | 21,4     |
| 2     | Hans Wehrli-Frei   | SUI  | 21,7     |
| 3     | Willy Eichenberger | SUI  | 22,2     |
| 4     | Heinz Kosina       | FRG  | 22,2     |

Datum: 16. August

### 400 m
| Platz | Athlet           | Land | Zeit (s) |
| ----- | ---------------- | ---- | -------- |
| 1     | Helmut Dreher    | FRG  | 48,8     |
| 2     | Josef Steger     | SUI  | 49,0     |
| 3     | Günther Schöffel | FRG  | 49,5     |
| 4     | Ernst Vogel      | SUI  | 50,0     |

Datum: 15. August

### 800 m
| Platz | Athlet           | Land | Zeit (min) |
| ----- | ---------------- | ---- | ---------- |
| 1     | Siegfried Binder | FRG  | 1:54,0     |
| 2     | Wolfgang Erhard  | FRG  | 1:54,7     |
| 3     | Erwin Bühler     | SUI  | 1:56,0     |
| 4     | Fred Lüthi       | SUI  | 1:59,5     |

Datum: 15. August

### 1500 m
| Platz | Athlet              | Land | Zeit (min) |
| ----- | ------------------- | ---- | ---------- |
| 1     | Rolf Lamers         | FRG  | 3:53,0     |
| 2     | August Sutter       | SUI  | 3:56,4     |
| 3     | Erich Schwarzwälder | FRG  | 3:56,6     |
| 4     | Heinz Thoet         | SUI  | 3:57,2     |

Datum: 16. August

### 5000 m
| Platz | Athlet              | Land | Zeit (min) |
| ----- | ------------------- | ---- | ---------- |
| 1     | Pierre Page         | SUI  | 14:57,4    |
| 2     | Heinz Laufer        | FRG  | 14:57,8    |
| 3     | Rudolf Morgenthaler | SUI  | 15:00,4    |
| 4     | Ekkehard Kamps      | FRG  | 15:05,8    |

Datum: 16. August

### 10.000 m
| Platz | Athlet            | Land | Zeit (min) |
| ----- | ----------------- | ---- | ---------- |
| 1     | Hermann Eberlein  | FRG  | 31:54,0    |
| 2     | Hans Frischknecht | SUI  | 32:13,6    |
| 3     | Emil Schudel      | SUI  | 32;25,6    |
| 4     | Hermann Brecht    | FRG  | 32:59,0    |

Datum: 15. August

### 110 m Hürden
| Platz | Athlet           | Land | Zeit (s) |
| ----- | ---------------- | ---- | -------- |
| 1     | Oliver Bernard   | SUI  | 14,7     |
| 2     | Josef Kost       | SUI  | 15,1     |
| 3     | Walter Thomas    | FRG  | 15,6     |
| 4     | Wolfgang Dörfler | FRG  | 15,7     |

Datum: 16. August

### 400 m Hürden
| Platz | Athlet             | Land | Zeit (s) |
| ----- | ------------------ | ---- | -------- |
| 1     | Willy Eichenberger | SUI  | 53,8     |
| 2     | Helmut Kwoczek     | FRG  | 54,6     |
| 3     | Alfred Maier       | FRG  | 54,8     |
| 4     | Weil               | SUI  | 56,7     |

Datum: 15. August

### 3000 m Hindernis
| Platz | Athlet             | Land | Zeit (min) |
| ----- | ------------------ | ---- | ---------- |
| 1     | Helmut Thumm       | FRG  | 9:13,6     |
| 2     | Karl-Heinz Schmalz | FRG  | 9:20,0     |
| 3     | Gottlieb Stäubli   | SUI  | 9:50,0     |
| 4     | Glauser            | SUI  | 10:03,6    |

Datum: 16. August

### 4 × 100 m Staffel
| Platz | Besetzung      | Land                                                     | Zeit (s) |
| ----- | -------------- | -------------------------------------------------------- | -------- |
| 1     | BR Deutschland | Heinz Kosina Peter Kraus Heinz Fütterer Leonhard Pohl    | 41,2     |
| 2     | Schweiz        | Musy Willy Eichenberger Willy Schneider Hans Wehrli-Frei | 41,8     |

Datum: 15. August

### 4 × 400 m Staffel
| Platz | Besetzung      | Land                                                      | Zeit (min) |
| ----- | -------------- | --------------------------------------------------------- | ---------- |
| 1     | BR Deutschland | Helmut Kwoczek Peter Kraus Günther Schöffel Helmut Dreher | 3:15,9     |
| 2     | Schweiz        | Josef Steger Ernst Schneider Karl Epple Ernst Vogel       | 3:16,4     |

Datum: 16. August

### 10.000-m-Bahngehen
| Platz | Athlet          | Land | Zeit (min) |
| ----- | --------------- | ---- | ---------- |
| 1     | Fritz Schwab    | SUI  | 48:07,2    |
| 2     | Gabriel Reymond | SUI  | 48:07,2    |
| 3     | Claus Biethan   | FRG  | 49:30,0    |
| 4     | Rudi Lüttge     | FRG  | 50:20,6    |

Datum: 15. August

### Hochsprung
| Platz | Athlet         | Land | Höhe (m) |
| ----- | -------------- | ---- | -------- |
| 1     | Hans Wahli     | SUI  | 1,93     |
| 2     | Bernd Weltmann | FRG  | 1,90     |
| 3     | Heinrich Hagen | FRG  | 1,80     |
| 4     | Briner         | SUI  | 1,75     |

Datum: 15. August

### Stabhochsprung
| Platz | Athlet            | Land | Höhe (m) |
| ----- | ----------------- | ---- | -------- |
| 1     | Balsiger          | SUI  | 4,05     |
| 2     | Julius Schneider  | FRG  | 4,00     |
| 3     | Walter Hofstetter | SUI  | 3,90     |
| 4     | Willy Reißmann    | FRG  | 3,60     |

Datum: 16. August

### Weitsprung
| Platz | Athlet          | Land | Weite (m) |
| ----- | --------------- | ---- | --------- |
| 1     | Maser           | SUI  | 7,05      |
| 2     | Erhard Mallek   | FRG  | 7,01      |
| 3     | Herbert Göbel   | FRG  | 6,86      |
| 4     | Willy Schneider | SUI  | 6,67      |

Datum: 16. August

### Dreisprung
| Platz | Athlet         | Land | Weite (m) |
| ----- | -------------- | ---- | --------- |
| 1     | Kurt Trozowski | FRG  | 14,27     |
| 2     | Stauffer       | SUI  | 14,12     |
| 3     | Fritz Portmann | SUI  | 13,84     |
| 4     | Rudolf Waneck  | FRG  | 13,34     |

Datum: 15. August

### Kugelstoßen
| Platz | Athlet       | Land | Weite (m) |
| ----- | ------------ | ---- | --------- |
| 1     | Werner Ecker | FRG  | 15,18     |
| 2     | Willy Senn   | SUI  | 14,08     |
| 3     | Josef Hipp   | FRG  | 13,98     |
| 4     | Stocker      | SUI  | 13,78     |

Datum: 16. August

### Diskuswurf
| Platz | Athlet         | Land | Weite (m) |
| ----- | -------------- | ---- | --------- |
| 1     | Karl Oweger    | FRG  | 45,38     |
| 2     | Josef Hipp     | FRG  | 45,10     |
| 3     | Oskar Häfliger | SUI  | 43,66     |
| 4     | Mathias Mehr   | SUI  | 43,24     |

Datum: 15. August

### Hammerwurf
| Platz | Athlet           | Land | Weite (m) |
| ----- | ---------------- | ---- | --------- |
| 1     | Karl Wolf        | FRG  | 52,51     |
| 2     | Karl Hagenburger | FRG  | 50,71     |
| 3     | Roger Veeser     | SUI  | 48,36     |
| 4     | Josef Hirsch     | SUI  | 45,19     |

Datum: 15. August

### Speerwurf
| Platz | Athlet         | Land | Weite (m) |
| ----- | -------------- | ---- | --------- |
| 1     | Emil Sick      | FRG  | 63,00     |
| 2     | Müller         | SUI  | 60,83     |
| 3     | Karl Heinemann | FRG  | 54,40     |
| 4     | Eggenberger    | SUI  | 53,20     |

Datum: 16. August